# HGH FC
HGH FC är en idrottsförening i Harplinge, i Halmstads kommun. Den bildades 2012 under namnet HGH, som ett samarbete på ungdomssidan mellan de tre klubbarna Haverdal IF, Gullbrandstorps AIS och Harplinge IK. 2018 beslutades det om en sammanslagning av de tre föreningarna även på seniorsidan till det nya namnet HGH FC.

## Lag
Säsongen 2022 har klubben totalt 20 lag i seriespel för herrar, damer, pojkar och flickor. Följande lag på seniornivå är anmälda för seriespel:
- Herrarnas A-lag spelar i Division 6 Mellersta Halland
- Damernas A-lag spelar i Division 1 Mellersta Götaland
- Damernas andralag spelar i Division 3 (distriktsnivå, Hallands FF)